# Campionati mondiali di pentathlon moderno 2001
I campionati mondiali di pentathlon moderno 2001 si sono svolti a Millfield, in Gran Bretagna, dove si sono disputate le gare maschili e femminili, individuali ed a squadre.

## Risultati

### Maschili
| Evento              | Oro                                               | Argento                                                             | Bronzo                                                 |
| Individuale         | Gábor Balogh                                      | Viktor Horváth                                                      | Canko Hantov                                           |
| A squadre           | Ungheria Gábor Balogh Viktor Horváth Sándor Fülep | Lituania Edvinas Krungolcas Andrejus Zadneprovskis Andrius Žemaitis | Russia Dmitrij Galkin Andrej Moiseev Aleksej Turkin    |
| Staffetta a squadre | Ungheria Sándor Fülep Viktor Horváth Ákos Kállai  | Svezia Michael Brandt Erik Johansson Fredrik Svensson               | Polonia Maciej Bogucki Marcin Horbacz Andrzej Stefanek |

### Femminili
| Evento              | Oro                                                      | Argento                                                        | Bronzo                                                           |
| Individuale         | Stephanie Cook                                           | Paulina Boenisz                                                | Georgina Harland                                                 |
| A squadre           | Regno Unito Sian Lewis Kate Allenby Stephanie Cook       | Polonia Edyta Małoszyc Paulina Boenisz Katarzyna Baran         | Russia Tat'jana Muratova Evdokija Grečišnikova Olesja Veličko    |
| Staffetta a squadre | Regno Unito Kate Allenby Stephanie Cook Georgina Harland | Russia Tat'jana Muratova Elizaveta Suvorova Viktorija Zaborova | Rep. Ceca Lucie Grolichová Alexandra Kalinovská Olga Voženílková |

## Medagliere
| Posizione | Paese       |   |   |   | Totale |
| --------- | ----------- | - | - | - | ------ |
| 1         | Ungheria    | 3 | 1 | 0 | 4      |
| 2         | Regno Unito | 3 | 0 | 1 | 4      |
| 3         | Polonia     | 0 | 2 | 1 | 3      |
| 4         | Russia      | 0 | 1 | 2 | 3      |
| 5         | Lituania    | 0 | 1 | 0 | 1      |
| 5         | Svezia      | 0 | 1 | 0 | 1      |
| 7         | Bulgaria    | 0 | 0 | 1 | 1      |
| 7         | Rep. Ceca   | 0 | 0 | 1 | 1      |
| Totale    | Totale      | 6 | 6 | 6 | 18     |